# 柴山育朗
柴山 育朗 （しばやま いくろう、1956年（昭和31年）1月20日 - ）は、日本の実業家、伊藤ハム代表取締役社長を務めた。

## 人物・経歴
宮城県栗原郡若柳町（現栗原市）出身。宮城県築館高等学校を経て、1978年岩手大学農学部卒業、伊藤ハムデイリー入社。伊藤ハムデイリー東北工場製造部長を経て、2010年伊藤ハム取締役執行役員加工食品事業本部生産本部長に昇格。2015年伊藤ハム取締役常務執行役員加工食品事業本部長。
2016年から伊藤ハム代表取締役社長及び米久との経営統合で同年設立された伊藤ハム米久ホールディングス代表取締役副社長を務め、2015年にM&Aにより買収したニュージーランドの食肉企業を通じたグローバル化や、コスト削減を進めた。2020年日本ハム・ソーセージ工業協同組合理事長、日本食肉加工協会会長、ハム・ソーセージ類公正取引協議会会長。